# Lanterne des morts d'Antigny
La lanterne des morts d'Antigny est un monument funéraire, situé sur la commune d'Antigny, dans le département français de la Vienne

## Historique
La Lanterne des morts d'Antigny date de la fin du XIIe siècle ou du début du XIIIe siècle, d'après l'architecture des colonnettes sur ses côtés. Elle est décrite comme très délabrée en 1854. En 1880, elle est démontée et déplacée du centre de l'ancien cimetière où elle était menacée par des travaux de voirie, à la place du village où elle se trouve actuellement, et qui se trouve à un autre endroit de l'ancien cimetière. Elle est restaurée en 1909.
Le monument est classé au titre des monuments historiques par arrêté du 3 mai 1884.

## Description
Située près de l'église Notre-Dame d'Antigny, la lanterne a une hauteur approximative de 7 mètres à 9 mètres pour une largeur d'environ 89 centimètres. Le fût carré est creux et pourvu à l'intérieur d'encoches permettant son ascension. Quatre ouvertures permettent de laisser passer la lumière à son sommet et il est surmonté d'une croix. Le fût est orné sur ses angles de fines colonnettes surmontés de petits chapiteaux « à crochets ».
Eugène Viollet-le-Duc fait  au XIXe siècle une description de l'architecture de cette lanterne, qu'il assure être commune à de nombreuses autres lanternes : 

« Le monument, suivant l’usage, repose sur une plate-forme de trois marches ; il est sur plan carré, possède son petit autel avec une marche, une porte latérale pour l’introduction de la lampe et quatre ouvertures au sommet pour laisser passer la lumière. L’amortissement supérieur était probablement terminé par une croix (...) »

.
La lampe était manuellement montée au sommet de la lanterne par une personne. Celle-ci s'aidait d'une série d'appuis disposés pour les pieds à l'intérieur de la colonne.

## Galerie

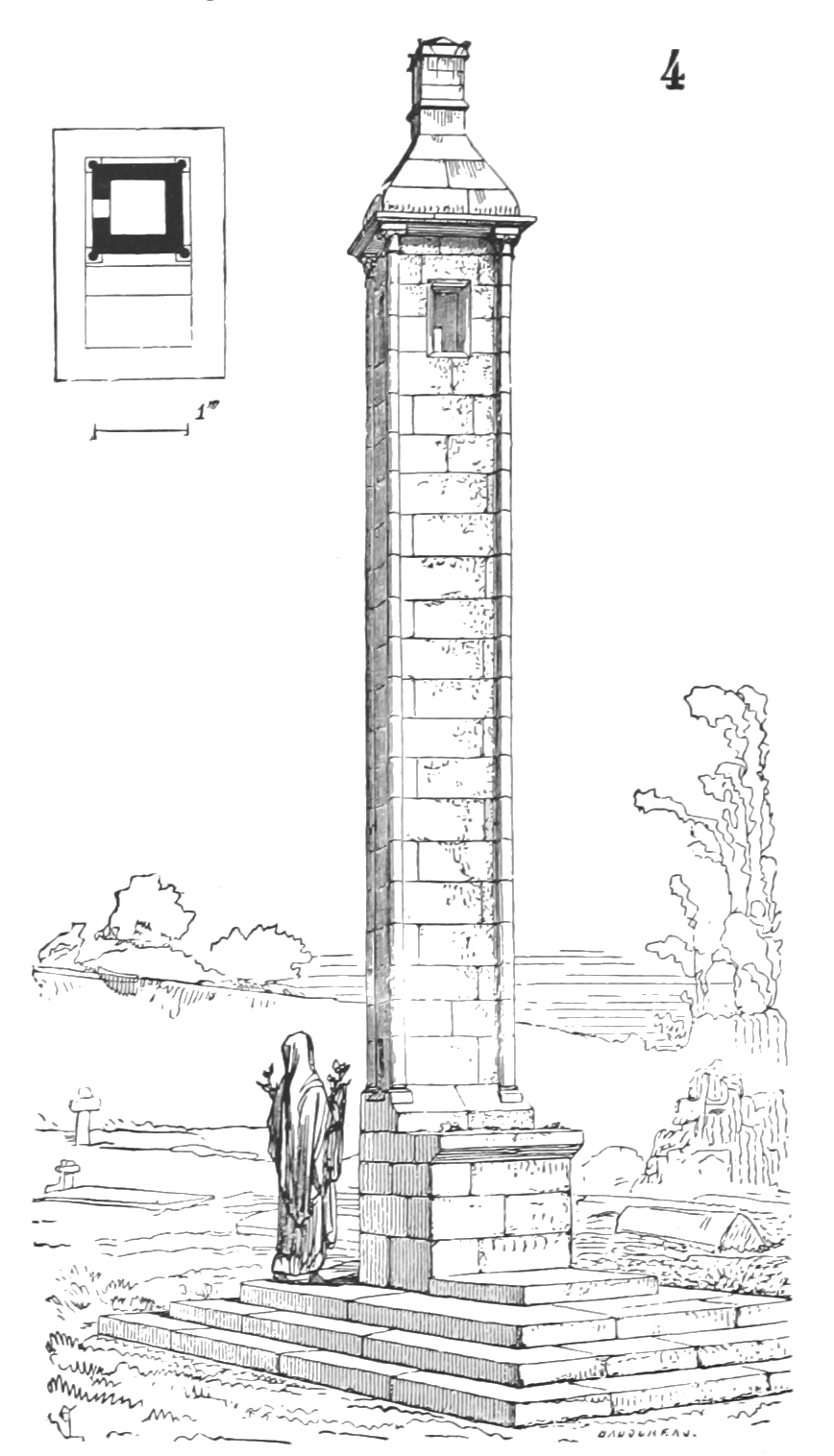
Croquis de la lanterne des mots d'Antigny par Eugène Viollet-le-Duc (1868)
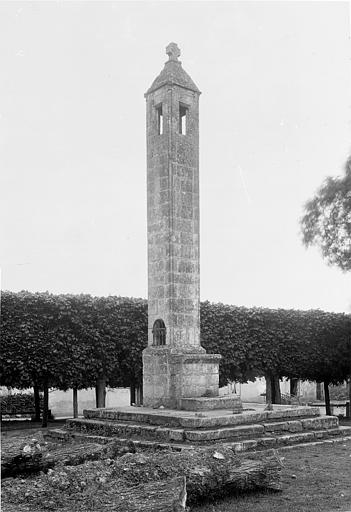
La lanterne en 1919
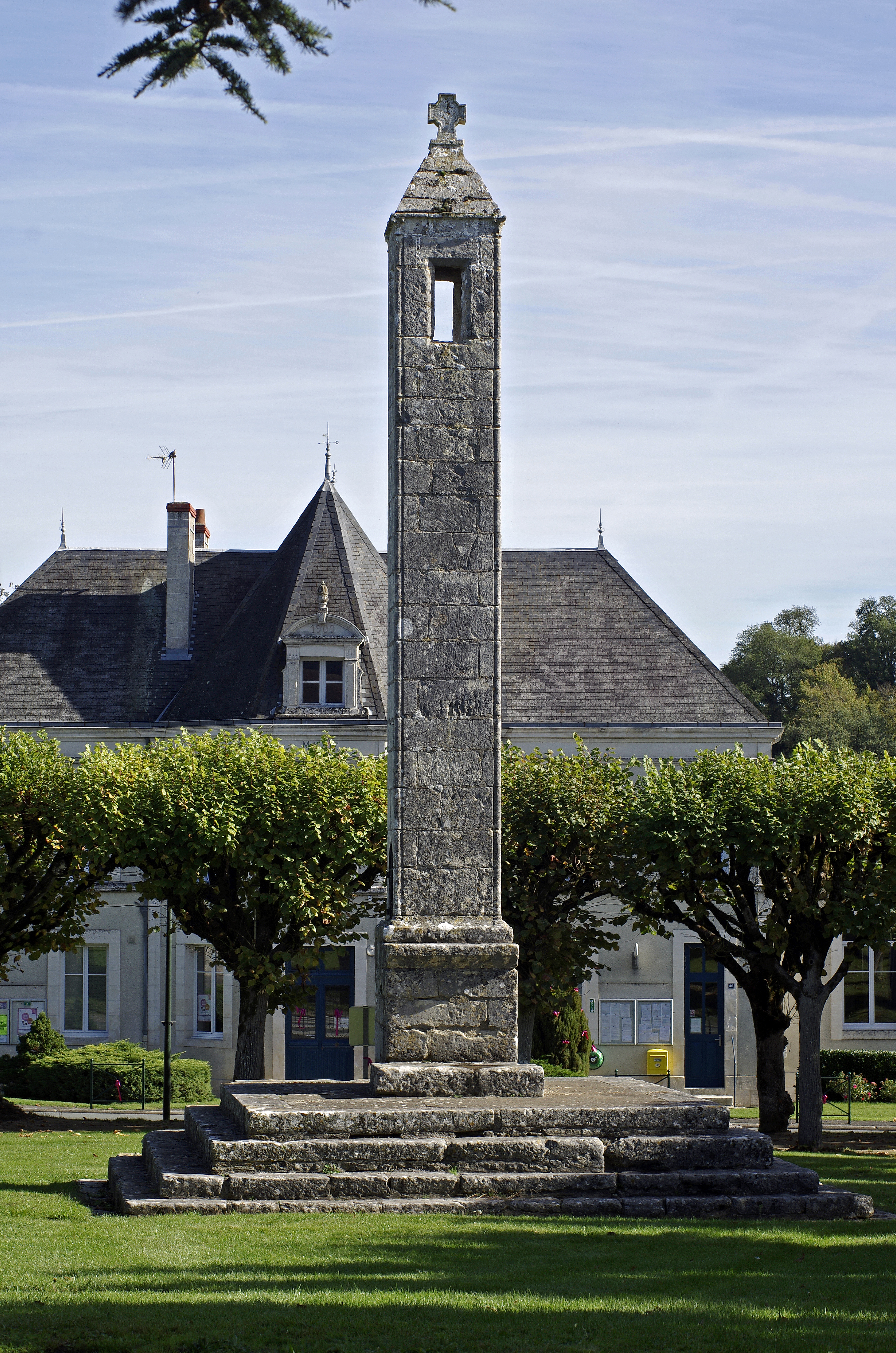
La lanterne en 2017
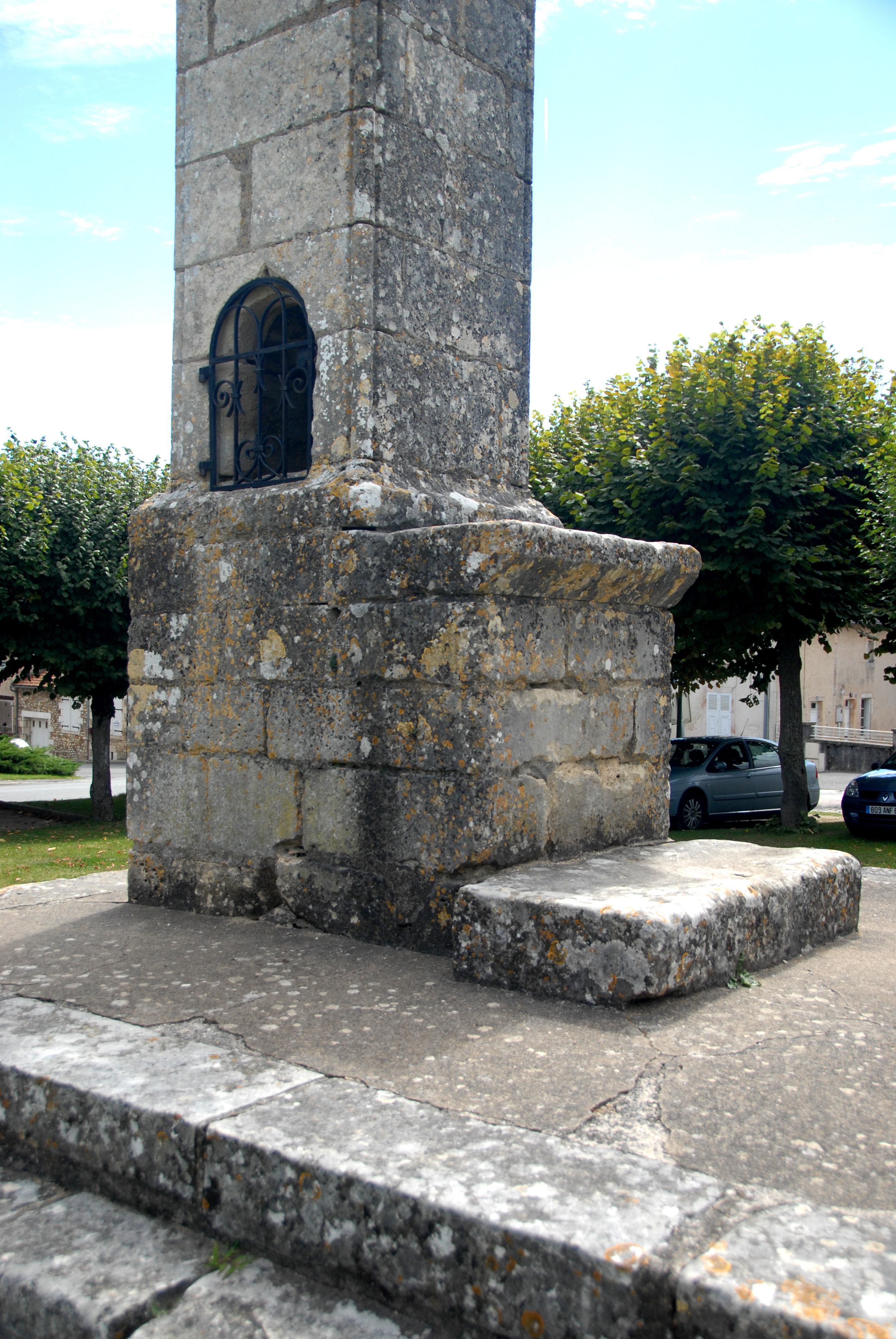
Détail de l'autel